# Azerbeidzjan op het Eurovisiesongfestival 2017

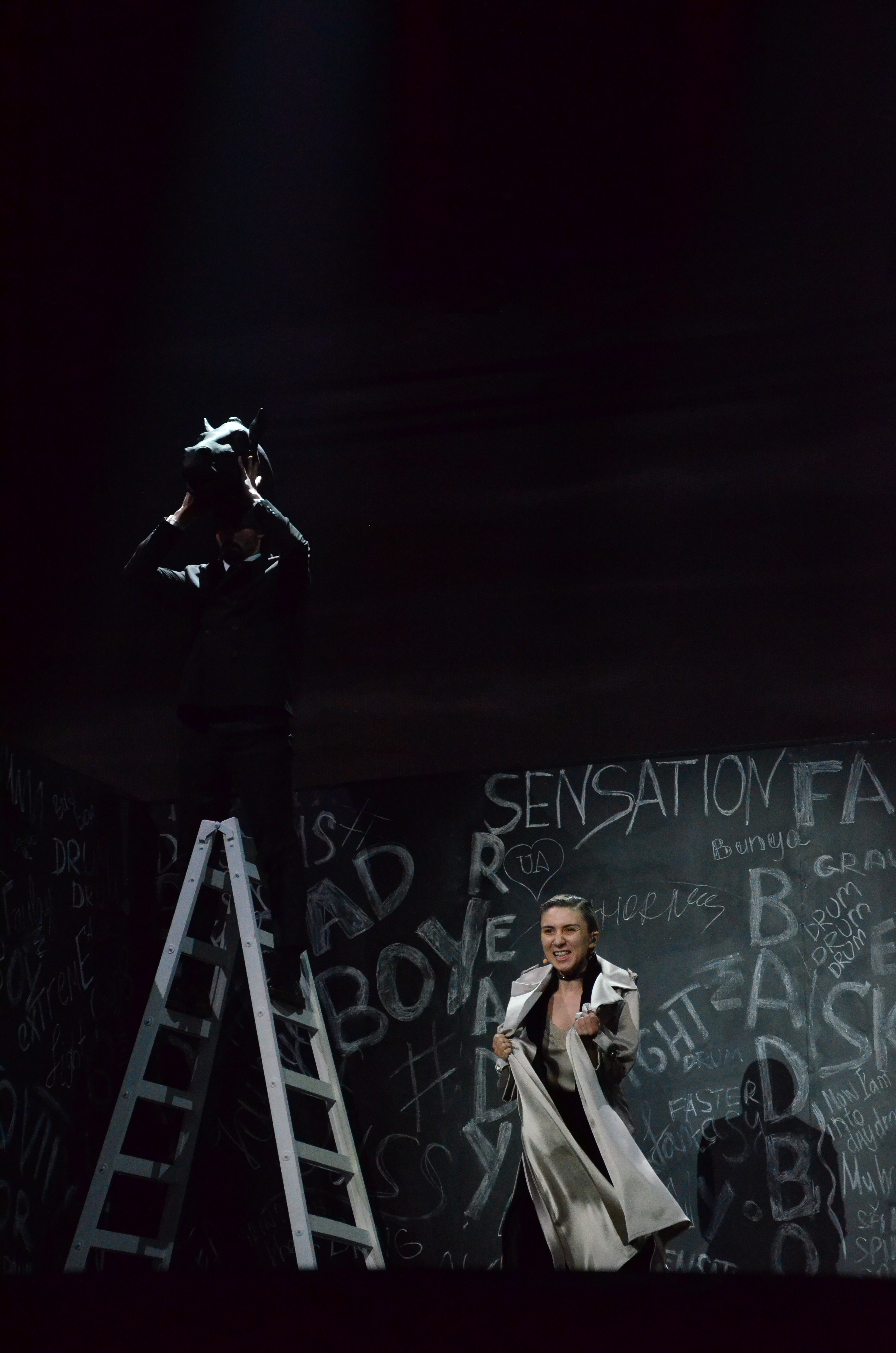
Dihaj tijdens de repetities in Kiev.

Azerbeidzjan nam deel aan het Eurovisiesongfestival 2017 in Kiev, Oekraïne. Het was de 10de deelname van het land op het Eurovisiesongfestival. ITV was verantwoordelijk voor de Azerbeidzjaanse bijdrage voor de editie van 2017.

## Selectieprocedure
De Azerbeidzjaanse openbare omroep bevestigde op 23 september 2016 te zullen deelnemen aan de komende editie van het Eurovisiesongfestival. Op 5 december 2016 werd duidelijk dat Azerbeidzjan Diana Hacıyeva intern had aangeduid om naar Kiev af te reizen. Het nummer waarmee ze daar zou aantreden werd op 11 maart 2017 bekendgemaakt. De Azerbeidzjaanse bijdrage kreeg als titel Skeletons.

## In Kiev
Azerbeidzjan trad aan in de eerste halve finale, op dinsdag 9 mei 2017. Daarin werd het land achtste, waardoor het zich plaatste voor de finale. Daarin werd Azerbeidzjan veertiende. De Georgische televoters gaven 12 punten, net zoals de Italiaanse en Portugese vakjury. 
2008 · 2009 · 2010 · 2011 · 2012 · 2013 · 2014 · 2015 · 2016 · 2017 · 2018 · 2019 · 2020 · 2021 · 2022 · 2023 · 2024 · 2025
Albanië · Armenië · Australië · Azerbeidzjan · België · Bulgarije · Cyprus · Denemarken · Duitsland · Estland · Finland · Frankrijk · Georgië · Griekenland · Hongarije · Ierland · IJsland · Israël · Italië · Kroatië · Letland · Litouwen · Macedonië · Malta · Moldavië · Montenegro · Nederland · Noorwegen · Oekraïne · Oostenrijk · Polen · Portugal · Roemenië · San Marino · Servië · Slovenië · Spanje · Tsjechië · Verenigd Koninkrijk · Wit-Rusland · Zweden · Zwitserland